# Stefan Kapłaniak
Stefan Kapłaniak –conocido como Cenek– (Szczawnica, 10 de abril de 1933-Chicago, 8 de agosto de 2021) fue un deportista polaco que compitió en piragüismo en la modalidad de aguas tranquilas.
Participó en tres Juegos Olímpicos de Verano entre los años 1956 y 1964, obteniendo una medalla de bronce en la edición de Roma 1960 en la prueba de K2 1000 m. Ganó dos medallas en el Campeonato Mundial de Piragüismo de 1958, y cuatro medallas en el Campeonato Europeo de Piragüismo entre los años 1957 y 1961.

## Palmarés internacional
| Juegos Olímpicos   | Juegos Olímpicos       | Juegos Olímpicos  | Juegos Olímpicos |
| Año                | Lugar                  | Medalla           | Evento           |
| ------------------ | ---------------------- | ----------------- | ---------------- |
| 1960               | Roma (Italia)          | Medalla de bronce | K2 1000 m        |
| Campeonato Mundial |                        |                   |                  |
| Año                | Lugar                  | Medalla           | Evento           |
| 1958               | Praga (Checoslovaquia) | Medalla de oro    | K1 500 m         |
| 1958               | Praga (Checoslovaquia) | Medalla de oro    | K2 500 m         |
| Campeonato Europeo |                        |                   |                  |
| Año                | Lugar                  | Medalla           | Evento           |
| 1957               | Gante (Bélgica)        | Medalla de bronce | K1 500 m         |
| 1959               | Duisburgo (RFA)        | Medalla de oro    | K1 500 m         |
| 1959               | Duisburgo (RFA)        | Medalla de bronce | K1 4 × 500 m     |
| 1961               | Poznań (Polonia)       | Medalla de plata  | K2 500 m         |